# Wei (staat)
Wei (魏) was een van de Strijdende Staten in China. Het lag in het midden van het rijk, aan beide zijden van de Gele Rivier. Het latere koninkrijk Wei is ernaar vernoemd.

## Opkomst
De staat ontstond in 403 v.Chr. bij de opdeling van de Jin-staat in Wei, Han en Zhao. Al gauw werd Wei onder markies Wen en zijn adviseur Li Kui een machtige staat. In 370 v.Chr. verklaarde de hertog van Wei zichzelf koning.

## Ondergang
Vanaf 353 v.Chr. wordt Wei door de staten Qin en Qi belaagd vanuit het westen en oosten. In 330 v.Chr. raakte Wei al haar gebied ten westen van de Gele Rivier kwijt aan Qin.
De Wei-staat werd in 225 v.Chr. opnieuw aangevallen door Qin. De staat was goed voorbereid en de muren van de Wei-hoofdstad waren voor de Qin-legers te dik om te doorbreken. Toen bedacht de Qin-generaal Wang Jian de nabije rivier om te buigen en te richten tegen de hoofdstad van Wei. Dit was de inwoners te veel en de koning van Wei gaf zich over aan Wang Jian.